# Mikroregion Serrinha

Mikroregion Serrinha

Mikroregion Serrinha – mikroregion w brazylijskim stanie Bahia należący do mezoregionu Nordeste Baiano. Ma powierzchnię 13.095,39240 km²

## Gminy
- Araci
- Barrocas
- Biritinga
- Candeal
- Capela do Alto Alegre
- Conceição do Coité
- Gavião
- Ichu
- Lamarão
- Nova Fátima
- Pé de Serra
- Retirolândia
- Riachão do Jacuípe
- Santaluz
- São Domingos
- Serrinha
- Teofilândia
- Valente